# Neues Forum
Neues Forum was een Oost-Duitse politieke beweging die gevormd werd in de maanden voor de ineenstorting van het communistische bewind in de DDR. Neues Forum werd opgericht in september 1989 en was de eerste politieke beweging buiten het Nationaal Front die door de SED-staat werd erkend (op 8 november 1989, de dag voor de val van de Berlijnse Muur). In februari 1990 vormde Neues Forum samen met de bewegingen Demokratie Jetzt (DJ) en Initiative Frieden und Menschenrechte (IFM) de partij Bündnis 90.
Neues Forum was de eerste politieke beweging buiten de protestantse kerk die in de hele DDR actief was. Leden van de vredesbeweging, waaronder Bärbel Bohley, Ingrid Köppe, Rolf Henrich en Jens Reich tekenden de oprichtingsverklaring “Aufbruch 89” op 9/10 september 1989 in Grünheide, de laatste woonplaats van DDR-dissident Robert Havemann (overleden in 1982). De latere  Bondspresident van Duitsland Joachim Gauck werd in 1989 verkozen tot woordvoerder van Neues Forum. Neues Forum verlangde een dialoog over democratische hervormingen met als doel, met deelname van een zo groot mogelijk deel van de bevolking, de samenleving opnieuw in te richten (Umgestaltung unserer Gesellschaft).

## Belangrijkste gebeurtenissen
- 19 september 1989 – De vereniging wordt ter registratie aangemeld bij de autoriteiten van de DDR.
- 21 september 1989 – Registratie wordt afgewezen door het ministerie van binnenlandse zaken: Neues Forum is verfassungs- und staatsfeindlich (staat vijandig tegenover grondwet en staat). Hierop volgen demonstraties en de autoriteiten zien zich gedwongen de beweging te erkennen.
- Tegen het einde van 1989 hadden 200.000 mensen de oprichtingsverklaring ondertekend en waren er ongeveer 10.000 leden. Neues Forum eiste vrije en democratische verkiezingen. In die periode woedde een verhitte discussie of Neues Forum een partij moest worden of een basisdemocratische beweging moest blijven.
- 27—28 januari 1990 – Ongeveer een kwart van de leden (grotendeels uit het zuiden van de DDR) stappen uit Neues Forum en richten de Deutsche Forumpartei (DFP) op. Neues Forum blijft een beweging op basisdemocratische grondslag.
- Februari 1990 – Neues Forum vormt samen met Initiative Frieden und Menschenrechte en Demokratie Jetzt de politieke partij Bündnis 90.
- Mei 1993 – Bündnis 90 gaat samen met Die Grünen, die waren opgericht in West-Duitsland, en vormt Bündnis 90/Die Grünen.